# Afera Iran-Contra
Afera Iran-Contra (ponekad znana i kao Irangate) je naziv za politički skandal koji je izbio u SAD-u krajem 1986. godine kada se otkrilo kako je administracija američkog predsjednika, republikanca Ronalda Reagana tajno prodavala oružje Iranu, koji je u to vrijeme ratovao s Irakom, a tako skupljena financijska sredstva koristila kako bi se, zaobilazeći tadašnje američke zakone, podržavali kontraši - antikomunistički gerilci koji su ratovali protiv sandinističkog režima u Nikaragvi.
Plan je također bio motiviran nastojanjem da se poboljšaju diplomatski odnosi s Iranom, odnosno ishodi puštanje američkih i zapadnih talaca koje je u Libanonu držala šijitska milicija Hezbollah, blisko povezana s iranskim vođom ajatolahom Homeinijem.
Otkriće tih tajnih poslova u studenom iste godine je ozbiljno uzdrmalo Reaganovu administraciju te načelo autoritet dotada izuzetno popularnog predsjednika. Tome je doprinijela činjenica da je pukovnik Oliver North, pomoćnika savjetnika za nacionalnu sigurnost Johna Poindextera, zajedno sa svojom sekretaricom Fawn Hall, uništavao dokumente vezane uz slučaj. 
Reagan je u svrhu istrage imenovao posebnu predsjedničku, tzv. Towerovu komisiju. Njeni nalazi su teretili Poindextera, Northa i tajnika za obranu Caspara Weinbergera, ali ne i Reagana. Međutim, Kongres, kojim je tada dominirala Demokratska stranka, u svojim službenim zaključcima od 18. studenog 1987. je predsjednika proglasio "krajnje odgovornim" za "prezir prema vladavini zakona". North i Poindexter su 16. ožujka 1988. optuženi, a kasnije i osuđeni za ometanje pravde i slična krivična djela. Međutim, njihove presude su oborene na višim sudovima, a novi postupci su ostali nepokrenuti.
Nade demokrata da će afera Iran-Contra imati isti efekt kao afera Watergate nisu se ostvarile. Reagan je uspio uvjeriti američku javnost da nije znao za postupke svojih potčinjenih, te je povratio svoju popularnost. North, jedan od ključnih aktera, je, pak stekao velike simpatije u antikomunističkom i desno orijentiranom dijelu američke javnosti.